# Radensdorf
Radensdorf è una frazione (Ortsteil) della città tedesca di Lübben (Spreewald).

## Storia
Il comune di Radensdorf venne aggregato alla città di Lübben (Spreewald) nel 1993.

## Amministrazione
La frazione è amministrata da un "consiglio di frazione" (Ortsbeirat) e da un "sindaco locale" (Ortsvorsteher).